# کوساناگی
کوساناگی (به ژاپنی: 草薙の剣 Kusanagi)، آمه نو موراکامو نو تسوروگی، یک شمشیر و بنابر افسانه‌ها یکی از سه گنجینه مقدس ژاپن است. این شمشیر نشانه دلیری و فضیلت است.
در پایان جنگ گنپی در سال ۱۱۸۵، امپراتور آنتوکو که هشت سال داشت و سه نشانه سلطنتی یا سه گنجینه مقدس تحت کنترل خاندان تایرا قرار داشتند. امپراتور کودک و گنجینه‌ها در طی نبرد دان نو اورا در قایقی متعلق به خاندان تایرا بودند و این خاندان در تنگه کانمون که آب دریا در آن کم عمق بود با خاندان میناموتو در حال جنگ بودند و شکست خاندان تایرا نزدیک بود. مادر بزرگِ امپراتور خود را، به همراه نوه‌اش، شمشیر و ماگاتاما و آینه به دریا پرت کرد تا از به دست افتادن این گنجینه و همچنین اسارت خود و نوه‌اش به دست خاندان میناموتو جلوگیری کند. آینه از درون دریا بازیابی شد، اما بر اساس گزارش اصلی این نبرد، یک سرباز از خاندان میناموتو که سعی داشت به زور جعبه حاوی آینه را باز کند، کور شد. یاساکانی نو ماگاتاما پس از آن توسط غواصان پیدا شد، اما شمشیر از بین رفت. تعدادی از متون مربوط به قرون وسطی مربوط به از دست دادن شمشیر وجود دارد که به‌طور متداول ادعا می‌کند که یک ماکت بعد از آن جعلی شده‌است یا اینکه شمشیر از دست رفته ماکت بوده یا شمشیر توسط نیروهای فراطبیعی به زمین بازگردانیده شده‌است.